# Castagnola (famiglia)
I Castagnola furono una famiglia di origine ligure, tra le più importanti nei territori di Genova, La Spezia e Parma tra il 1400 e il 1900.

## Storia

### Origini
Originari di Sori, i Castagnola si trasferirono a Genova intorno al 1340, da dove, successivamente, passarono a La Spezia.
Nel 1399 si depositavano nel chiostretto di San Francesco a Genova i corpi dominorum Petri et Lazari de Castagnuola quondam Antonii; così pure si depositava in Chiesa di Santa Maria della Consolazione (Roma) Ioannes Petrus de Castagnuola de Spedia capitano di fanti. 

Dai suddetti fratelli Pietro e Lazzaro discesero due rami principali. Il ramo di Lazzaro risulta estinto nel XVII secolo, mentre quello legato a Pietro (annotato nell'Elenco ufficiale nobiliare italiano del 1922) si estinse con Giulio Castagnola, che morì nel 1968 a La Spezia.
Tra il XVI secolo e il XVII secolo i Castagnola si spostarono per commercio in Spagna, dove vissero a Madrid. Furono anche in Sicilia, dove ebbero terreni.
Nel 1528, i Castagnola furono ascritti nell'albergo Spinola in persona di Geronimo da Spezia, Battista e Benedetto di Geronimo, Giovan Battista di Tommaso, Geronimo e Nicolò di Benedetto, e Bartolomeo di Geronimo. Da qui la nascita del ramo Castagnola-Spinola.
Giovanni Battista Castagnola, figlio di Tommaso e di Angela De Marini fu Luchino, venne ascritto al patriziato genovese il 18 marzo 1577, e il 5 marzo del 1578 fu aggregato privatamente alla famiglia De Marini. Da qui la nascita del ramo Castagnola-De Marini.
Dalla seconda metà del XVI secolo fino a metà XVIII secolo alcuni Castagnola attivi nel commercio dei tessuti si stabiliscono nel nord della Corsica.
Nel 1783, una linea dei Castagnola originaria dal ramo corso, venne fregiata con il titolo di conti a Parma.
Nella seconda metà del XVIII secolo ci fu un matrimonio molto importante per la casata: due lontani cugini, Giulio e Brigida Castagnola, sposandosi, riunirono le proprietà della Spezia e della Sicilia.
Durante il Risorgimento, alcuni esponenti Castagnola si distinsero al punto da ottenere il titolo di marchesi dai Savoia.

### Castagnola di La Spezia

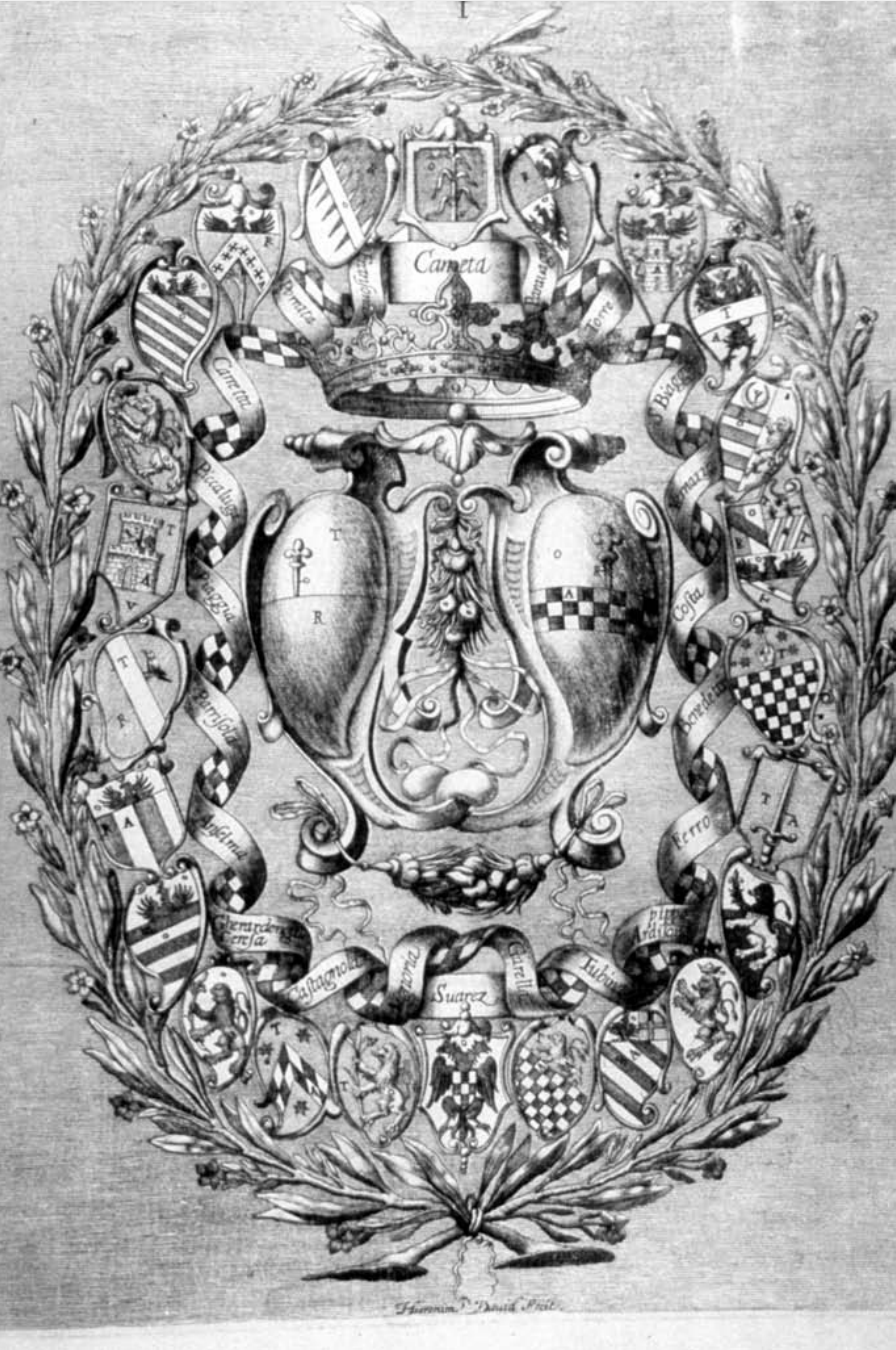
Stemmi delle famiglie componenti l’albergo Spinola nel 1528. In basso a sinistra è visibile quello dei Castagnola.
Fonte: A. FRANZONI, Nobiltà di Genova (1636)

La presenza della famiglia Castagnola è documentata a La Spezia intorno al 1450.

Andrea, Giacomo, Antonio e Geronimo, fratelli e figli del fu Bartolomeo, ottennero nel 1496 il titolo di Nobili del Sacro Romano Impero dall'imperatore Massimiliano I d'Asburgo, di passaggio in città diretto a sostenere Pisa in rivolta.
Il titolo venne poi riconfermato da Carlo V d'Asburgo.
Geronimo Castagnola risulta come mercante genovese attivo sulla piazza napoletana nel primo Cinquecento. Dal 1545 risulta che Geronimo Castagnola possedeva case e terreni a La Spezia in località Tribbio, vicino all'ospedale cittadino (allora nei pressi dell'attuale Via Baldassarre Biassa), mentre da un censimento del 1607 i Castagnola risultano proprietari de diversi palazzi in Contrada Castagnola o quartiere di Sant'Agostino.
Gianfrancesco Castagnola (figlio di Paolo Emilio di Geronimo) visse nella seconda metà del XVII secolo e viene ricordato per essere uomo retto e saggio, come si dimostrò in occasione della difesa di Lavagna contro le pretese del Comune di Chiavari.
Uniti in matrimonio, Giulio e Brigida Castagnola lasciarono il patrimonio di famiglia al figlio maggiorasco Baldassarre. Il giovane amministrò i suoi beni e fu attivo alla Spezia come conservatore illuminato durante la Rivoluzione francese. 
Baldassarre avrà i figli Francesco e Filippo.
Filippo Castagnola è stato il secondo sindaco della Spezia dopo l'unità d'Italia tra il 1863 e il 1865, nonché presidente dell'ospedale.
Filippo si sposa con Luigia Vico fu Pietro, dalla quale ebbe tre figli: Baldassarre, Giulio e Carlo. Il primogenito, Baldassarre Castagnola (1833-), fu deputato al Parlamento nella XII Legislatura del Regno d'Italia dal 1874 al 1876 e nella XIII Legislatura dal 1876 al 1880.

Il fratello Giulio (1838-1917) ebbe Maria e Filippo (1865-1946), che visse una parte della sua vita a Livorno.  Filippo avrà a sua volta Ida, Giulio ed Evelina.

Ida sposò il professore Polvani di Roma, mentre Evelina sposò il marchese Grimaldo De Nobili.
Il marchese Giulio fu l'ultimo rappresentante maschio della famiglia Castagnola.
Nel 1921 Giulio convinse il padre Filippo, che poco era vissuto a La Spezia, ad aprire una banca insieme a due soci, lo svizzero Furter e lo spezzino Falconi. Il nome Castagnola era bastato come garanzia per aggregare un gran numero di risparmiatori, grandi e piccoli, e per raccogliere la cifra (ragguardevole per l'epoca) di 50 milioni.
Giulio aveva partecipato insieme a Gabriele D'Annunzio all'impresa di Fiume, dove era stato anche ferito. Alle glorie familiari, pertanto, Giulio aggiungeva anche quella di "essere corso volontario fra i primi gregari del monocolo veggente e di aver dato il sangue per la patria". Così lo ricordo il sacerdote don Ciabattini il giorno del suo matrimonio con Anna Ambrosi nella chiesa di Caprigliola nel 1922. Un matrimonio di cui si era parlato molto per la bellezza, la signorilità di lei, e per la nobiltà e l'immensa ricchezza di lui.
I due andarono ad abitare nella palazzina di via San Francesco a Gaggiola (La Spezia), quando un'altra splendida dimora era pronta per loro, quella di San Venerio (oggi Villa Castagnola): imponente, circondata da un enorme parco, immersa nel verde tra alberi di magnolie e abeti secolari, era dotata di un grande e prezioso loggiato e soffitti dipinti con volo di Veneri e di amori alati. A questa villa, però, la giovane coppia preferiva la più raccolta villa di Gaggiola. Negli anni '30, Anna e Giulio si trasferirono nel palazzo in Via Baldassarre Biassa (oggi scomparso perché distrutto dalla guerra), dotato di un bel giardino, hortus inclusus, e con imponente scalone impreziosito da numerose statue e gruppi marmorei.
In questi anni, la banca fu travolta dalla crisi dei marmi di Carrara e fu costretta a chiudere gli sportelli nel novembre del 1933. I due soci se ne erano andati due anni prima appena intravisti i primi segni di pericolo, e Giulio si trovò quindi solo ad affrontare la crisi. Giulio volle che anche il proprio patrimonio personale venisse usato per risarcire i clienti: così le ville, i palazzi, i terreni, i quadri, i gioielli e persino l'argenteria di famiglia servirono al "pagamento senza residui", dicono freddamente i documenti dell'epoca.
Anna e Giulio lasciarono La Spezia e presero una casa a Marina di Massa. Mentre si recavano a Milano quasi alla fine della guerra, nel 1944, il loro treno fu bombardato nei pressi di Scorcetoli e Anna fu colpita da una scheggia che le recise l'aorta. Giulio se la vide morire tra le braccia dopo essere stato lui stesso ferito a un occhio.
Giulio si sposò in seconde nozze negli anni '60 e, quando non gli fu più possibile continuare a vivere nella villa di Gaggiola, si ritirò nella casa di Marina di Massa dove rimase fino alla morte, avvenuta nel 1968. Volle essere seppellito vicino alla sua amatissima Anna nel cimitero di Massa. Con lui, finiva l'antico casato dei Castagnola.

### Castagnola in Corsica
Quando la Corsica era dominio genovese, nella seconda metà del 1500 alcuni Castagnola si stabilirono nell'isola per ragioni commerciali. Qui i Castagnola si arricchirono con il commercio di stoffe e tessuti e lo sfruttamento di un'importante conceria. Durante il XVI secolo, la residenza della famiglia Castagnola era Maison Castagnola, ancora oggi situata nel Porto Vecchio di Bastia. Simone e Gottardo Castagnola fecero costruire il palazzo, di cui ancora oggi si possono apprezzare le volte affrescata in stile manierista. ll legame con i Castagnola iscritti all'albergo Spinola è testimoniato dalla presenza dello stesso stemma all'interno del palazzo.
Gottardo, sempre più importante sia finanziariamente che nella vita pubblica, sarà nominato Podestà nel 1607, un anno dopo aver intrapreso i lavori per la casa di famiglia. Poco prima il fratello Simone aveva ricoperto lo stesso incarico e nel corso del XVII secolo altri tre Castagnola salirono alla più alta carica politica dell'epoca.
Il ramo còrso della famiglia è menzionato come Castagnola di Capo Corso o di Ruglianu (Rogliano). Una prima citazione dei Castagnola in Corsica risale ad un rogito del 1594.
Va poi ricordato Giuliano Castagnola, nato nel 1572 a La Spezia, utroque iure doctor nel 1600, rettore della Chiesa di San Lorenzo ai Monti a Roma, autore nel 1611 del trattato De Contractibus. Venne eletto vescovo di Nebbio nel 1612, consacrato da Giovanni Garzia Mellini (cardinale-sacerdote dei Santi Quattro Coronati), con Giovanni Battista Salvago (vescovo di Luni e Sarzana), e Antonio Seneca, vescovo di Anagni, in servizio come co-consacratori. Rimase vescovo di Nebbio fino alla morte, avvenuta nel 1620.
Francesco Castagnola fu cancelliere d'Ajaccio nel 1658. Vi fu anche un Giuseppe Castagnola di Algajola (1638-1724), che sposò nel 1667 Camilla de Negroni (1641-1703), discendente da un'altra importante famiglia genovese, dando origine alla casata Castagnola Negroni, signori di Capicorsu e di San Colombano, riconosciuti Nobili dal Regno di Francia nel 1778, dopo che Genova aveva ceduto l'isola ai francesi. Giuseppe e Camilla ebbero un figlio, Antonio Francesco, che prese il cognome Negroni dal nonno materno (1672-1750). Giuseppe si risposò con la nobile Cinzia Orticoni, dalla quale ebbe tre figli: Giacomo Maria, Felice (poi Don), e Gregorio. Giacomo Maria ebbe solo una figlia, Maria Vittoria. Da Gregorio Castagnola nacquero Giuseppe Maria (giureconsulto a Genova morto nel 1786), Cesare (capitano delle truppe ducali di Parma dall’anno 1751 all’anno 1779, morto nel 1780 a Piacenza), Giulia Maria ed infine Giovanni, che darà origine ai Castagnola di Parma.

### Castagnola di Parma

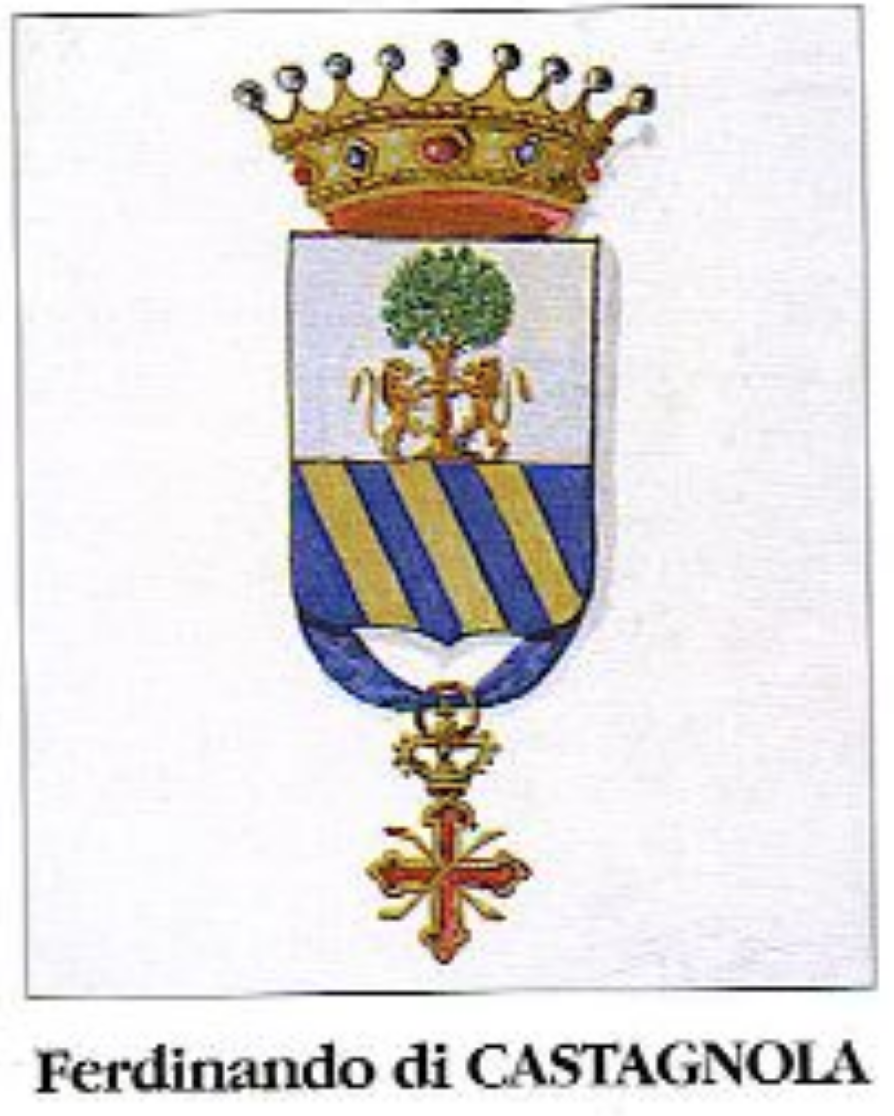
Stemma dei conti Castagnola di Parma.
Tratto da: Michele Basile Prisco, L' Ordine Costantiniano di San Giorgio, 2002

I Castagnola di Parma hanno origine dal ramo còrso. Il capostipite fu Giovanni Castagnola, nato nel 1730 ad Algajola e morto nel 1807 a Parma. Colonnello delle milizie parmensi sotto il Granduca Filippo I di Borbone, raggiunse poi il grado di maresciallo di campo del duca durante i primi anni di governo di Ferdinando. Fu in stretto contatto epistolare con illustri personalità del Settecento e, governatore di Borgotaro dal 1771 al 1793, tenne un notevole carteggio con i ministri successori di Guillaume du Tillot. Di questi ed altri documenti si servi poi Graziano Paolo Clerici per le sue Note di storie intime settecentesche (Parma, 1925), racconto storico sulla corte ducale dei tempo, incentrato appunto sulla figura del nobile Giovanni Castagnola.
Giovanni ebbe un ruolo di primo piano nell’ambiente culturale coevo dominato dalla presenza della Marchesa Annetta Malaspina (1727-1797) protagonista nell’Accademia dell'Arcadia.

Venne nominato conte nel 1783, “con i suoi discendenti, maschi da maschi, all’infinito”.
Poco dopo nacque il figlio Gregorio Ferdinando (1786-1858), che fu responsabile delle finanze ducali per molti anni. Gli insuccessi dell'esercito sardo e il successivo Armistizio di Salasco portarono il 18 agosto 1848 all'occupazione di Parma da parte delle truppe austriache. In seguito alla sconfitta di Novara (1849), il Castagnola con i figli Cesare ed Andrea ed altri tra i più compromessi scelse la via dell'esilio.

Gregorio Ferdinando aveva un fratello, Giovanni, e due figli, Cesare ed Andrea. Il ramo legato a Gregorio Ferdinando si estinse per via maschile con suo nipote Ferdinando.

## Palazzi e residenze
- Palazzo Castagnola, La Spezia
- Villa Castagnola, La Spezia
- Villa Castagnola, San Venerio (La Spezia)
- Maison Castagnola, Bastia in Corsica